# Mercedes-Benz třídy CLA
Mercedes-Benz CLA je řada automobilů německé automobilky Mercedes-Benz z koncernu Daimler AG. Produkce automobilu začala v roce 2019. Je dodáváno v pěti motorizacích - 4 benzinových a 1 dieslové. Existují dvě verze - Shooting Brake a Coupé. Vozy jsou také dodávany v upravené verzi, kterou dělá společnost Mercedes-AMG.

## Technologie
Třída CLA, stejně jako ostatní kompaktní třídy, má pro Mercedes zcela netradičně pohon přední nápravy.
Za příplatek lze zvolit 4Matic, což není standardní pohon 4x4. Stále se jedná primárně o pohon přední nápravy s možností zapojení zadní. K tomu zpravidla dochází v situacích, kdy pouhý přední náhon není dostačující.

## Technické specifikace[2]
- Délka: 4688 mm
- šířka: 1999 mm
- Výška: 1477 mm
- Počet míst: 5
- Pohotovstní hmotnost: 1560 kg

| Verze                         | Výkon        | Emise CO2/km | Spotřeba l/100 km |
| ----------------------------- | ------------ | ------------ | ----------------- |
| CLA 250 4MATIC                | 165 kW       | 146 g/km     | 6,4 l/100 km      |
| CLA 220 d 4MATIC              | 140 kW       | 126 g/km     | 4,8 l/100 km      |
| Mercedes-AMG CLA 35 4MATIC    | 225 kW       | 171 g/km     | 7,5 l/100 km      |
| Mercedes-AMG CLA 45 4MATIC+   | 285 kW       | 188 g/km     | 8,2 l/100 km      |
| Mercedes-AMG CLA 45 S 4MATIC+ | 310 kW       | 192 g/km     | 8,4 l/100 km      |
| CLA 250 e (hybridní)          | 118 kW+75 kW | 33 g/km      | 1,4 l/100 km      |
| CLA 220 d                     | 140 kW       | 116 g/km     | 4,4 l/100 km      |
| CLA 250                       | 165 kW       | 138 g/km     | 6,1 l/100 km      |

## Design

### Exteriér
Exteriér vozu je podobný ostatním vozům značky Mercedes-Benz. Do výbavy si lze přidat i střešní panoramatické okno.

### Interiér
Palubní desce dominuje širokoúhlý dotykový displej. Ten obrazuje informace o rychlosti, otáčkách apod. a také kompletní infotainment. Uprostřed se nachází také tři výduchy klimatizace, které jsou v noci osvětlené. Na sloupku řízení se nachází dotyková ploška, která slouží k ovládání infotainmentu.